# Château de Miribel
Le château de Miribel, localement appelé parfois Vieux château du Mas Rillier ou Le Chastel, est un ancien château fort du XIe siècle, centre de la seigneurie, puis de la baronnie et enfin du marquisat de Miribel, dont les vestiges se dressent au hameau du Mas Rillier sur la commune française de Miribel dans le département de l'Ain, en région Auvergne-Rhône-Alpes.

## Localisation

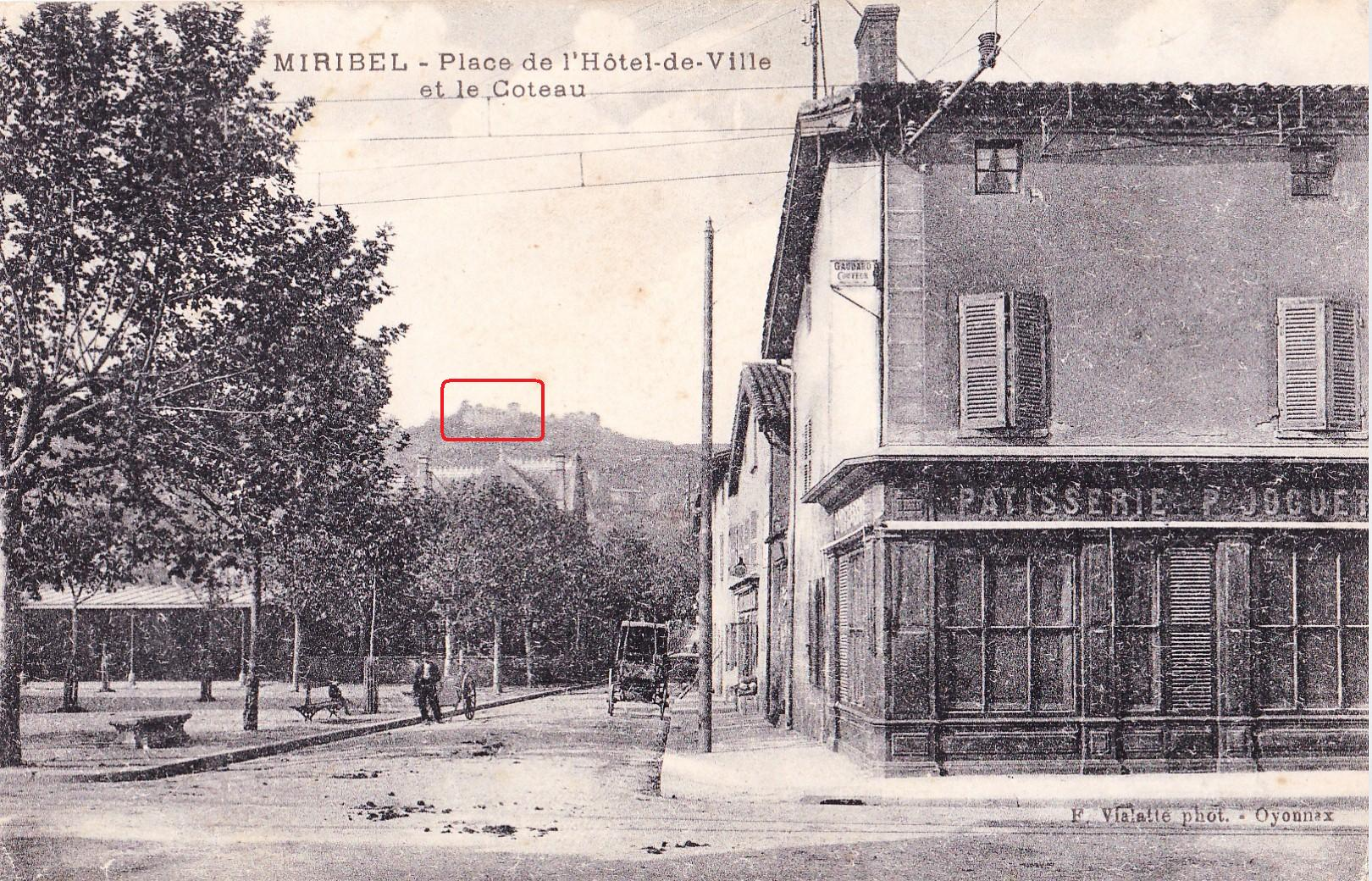
Mise en évidence (rectangle rouge) du château de Miribel, avant la construction de la Vierge du Mas Rillier (1938). Photographie prise depuis le bas du coteau.

Les ruines du château de Miribel se dressent dans le département français de l'Ain au hameau du Mas Rillier sur la commune de Miribel. Le château situé sur le coteau de la Côtière à environ 300 mètres d'altitude devait constituer une position stratégique et permettre la surveillance de la plaine du Rhône.

## Toponyme
Le nom de Miribel ne s'appliquait, aux XIe et XIIe siècles qu'au château bâti au sommet de la colline, qui dominait un petit village, l'actuel quartier Saint-Martin, situé au bas du coteau de la Côtière et groupé autour d'une église dédiée à saint Martin et qui portait le nom de Puncto Bovis, nom que l'on ne retrouve plus à dater du XIIIe siècle.
Le toponyme Miribel, issu du latin « Mire Bellum » (belle vue) a donc, par la suite, été étendu à la partie habitée de la plaine du Rhône, en contrebas du château.
On trouve localement les formes Vieux château du Mas Rillier ou encore simplement Le Chastel.

## Historique
L'existence de ce petit château féodal est attestée depuis le XIe siècle. Une hypothèse envisage la présence d'une garnison romaine dans le voisinage de son emplacement. Un tunnel de 13 km, appelé "aqueduc de Miribel", reliait le bas de la colline à Lugdunum ; cette construction voutée qui soutiennait le chemin de halage est ponctué de sarrasinières. Toutefois, concernant le château, aucune étude archéologique ne vient corroborer celle-ci.
Le château de Miribel est à l'origine la possession des gentilshommes qui en portaient le nom. Un Gui de Miribel est témoin, en 1097, d'une donation faite au prieuré du Bourget par le comte Humbert II de Savoie. L'acte explique que ce Gui était du pays de Lyon « S. Vidonis de Mirebello in Lugdunensi pago ».
Au XIIe siècle ce sont les comtes de Mâcon et de Chalon, qui jouissent de la seigneurie de Miribel, très probablement recueillie par alliance.
Vers 1180, Miribel entre dans la maison de Bâgé, par le mariage de la fille du comte Guillaume avec Ulric de Bâgé, seigneur de Bresse. Marguerite, fille unique de Gui de Bâgé et petite-fille d'Ulric, le porte en dot, le 18 juillet 1218,, à Humbert V, sire de Beaujeu, qui le 3 mai 1222 fit un traité avec l'abbé de l'Île Barbe, relativement à la juridiction du château. Marguerite ratifia ce traité, en 1229, et reconnut que le château relevait du fief de l'abbé. Humbert V mourut en 1250. Guichard V, son fils, lui succéda et accorda, au mois de juin 1253, aux habitants de Miribel, une charte de franchises et libertés.
En 1308,, Jean II, dauphin de Viennois, pour se venger de Guichard VI, sire de Beaujeu, qui avait pris le parti du comte de Savoie dans la guerre qu'il soutenait contre lui, vînt mettre le siège devant Miribel. Un traître lui en livra les portes. Quelque temps après, Guichard VI rentra en possession de la ville, mais il perdit bientôt tous ses droits de souveraineté sur elle, car, fait prisonnier à la bataille de Varey, il fut contraint, pour recouvrer sa liberté, de la prendre en fief du dauphin (1327), avec tout son mandement, à l'exception seulement d'une tour carrée et de la petite poype sur laquelle cette tour était située « exceptis dumtaxat turri quadratu cum poypia parva in qua sita est dicta turris ». Cette tour était peut-être « la vieille tour de Miribel » que le sire de Beaujeu reconnait tenir du fief de l'abbé de l'Ile-Barbe, le 17 août 1300, et « la petite poype » est sans doute le monticule élevé de main d'homme qu'on appelle aujourd'hui la Torche à Guillet.
En mai 1330, le Dauphin assiège le château mais les Savoyards l'en délogent.
En 1348, Édouard Ier, sire de Beaujeu, fils et successeur de Guichard VI, refuse de reconnaître la suzeraineté du Dauphin. Ce dernier, aussitôt, lui déclare la guerre. Dès les premiers jours d'avril il se présente devant Miribel à la tête d'une nombreuse armée, dans laquelle se faisait remarquer, selon Pilati, sous les ordres du comte de Chalon, une troupe de 200 hommes d'armes choisis ayant des casques et des fléaux. Le 6, la ville est prise d'assaut et livrée au pillage. Le château résiste au choc et ne capitule que le 22 du même mois. Ravi de sa conquête, le dauphin s'engagea, le 12 mai suivant, à Crémieu, par devant tous les seigneurs ses vassaux, à ne jamais la rendre ni à consentir à sa séparation du Dauphiné, et, comme preuve de son intention bien arrêtée, il « épousa » Miribel, se servant pour cette cérémonie de l'anneau de l'évêque de Grenoble « quod dictum castrum nunquam reddet nec a Dalphinatu separabit, et in signum majoris firmitatis, ipsum sibi et Dalphinatu desponsavit per annulum domini episcopi ».
Miribel resta uni au Dauphiné jusqu'au contrat d'échange du Traité de Paris du 5 janvier 1354,, époque où il est cédé au comte Amédée VI de Savoie, par le roi Jean et son fils aîné Charles, nouveau dauphin de Viennois. En 1363, dans la crainte d'une attaque on construit huit bretèches en sapin.
Les comtes, puis les ducs de Savoie jouirent paisiblement de Miribel jusqu'à la conquête de la Bresse par François Ier. Livré aux troupes du roi le 25 mars 1536, il reste occupé par elles jusqu'au traité de Cambrai. Dès que la ville lui fut restituée, le duc Emmanuel-Philibert l'engagea à Jean-Louis de Costa, comte de Châtillon et de Pont-de-Veyle, qui la posséda quelques années en titre de baronnie. Le 21 octobre 1579, le même duc l'érigea en marquisat et la remit, en échange du comté de Tende, à Henriette de Savoie, marquise de Villars, mariée en premières noces à Melchior des Prés, chevalier, seigneur de Montpezat, dont elle eut Gabrielle des Prés, qui porta le marquisat de Miribel en dot, le 28 août 1601, à Gaspard de Saulx, vicomte de Tavannes.
Les descendants de Gaspard de Saulx en jouirent jusqu'à Henri-Charles de Saulx, comte de Tavannes, qui le vendit, le 4 juillet 1738, à Marguerite Fayard, veuve de Charles-Henri-Alphonse Chapuis, seigneur de Margnolas, et mère de Louis Chapuis de Margnolas, qui le revendit, en 1763, à Jean-Marie de la Font-de-Juis, lequel le cède, le 4 juillet 1767, à Jean-Baptiste-Côme-Catherine-Damien de Pure du Roquet, premier écuyer du roi, dernier marquis de Miribel.
Le 9 mars 1594, Miribel se rend, après quelques jours de siège, face aux troupes d'Henri IV commandées par Alphonse d'Ornano. Pendant ce siège, le château est en grande partie détruit par l'artillerie et après sa reddition complètement démantelé. En août 1600, l'armée royale pénètre à nouveau en Valbonne, détruisant en partie le château. Il n'en subsiste au XXIe siècle que quelques ruines.

## Description
Endommagé au cours des siècles, le château fut presque détruit en totalité en 1938, pour assurer l'espace de la construction de la Vierge du Mas Rillier. Ne subsistent que quelques pans de murs d'enceintes ainsi qu'une tour ronde fortement endommagée qui se trouve sur un terrain privé.

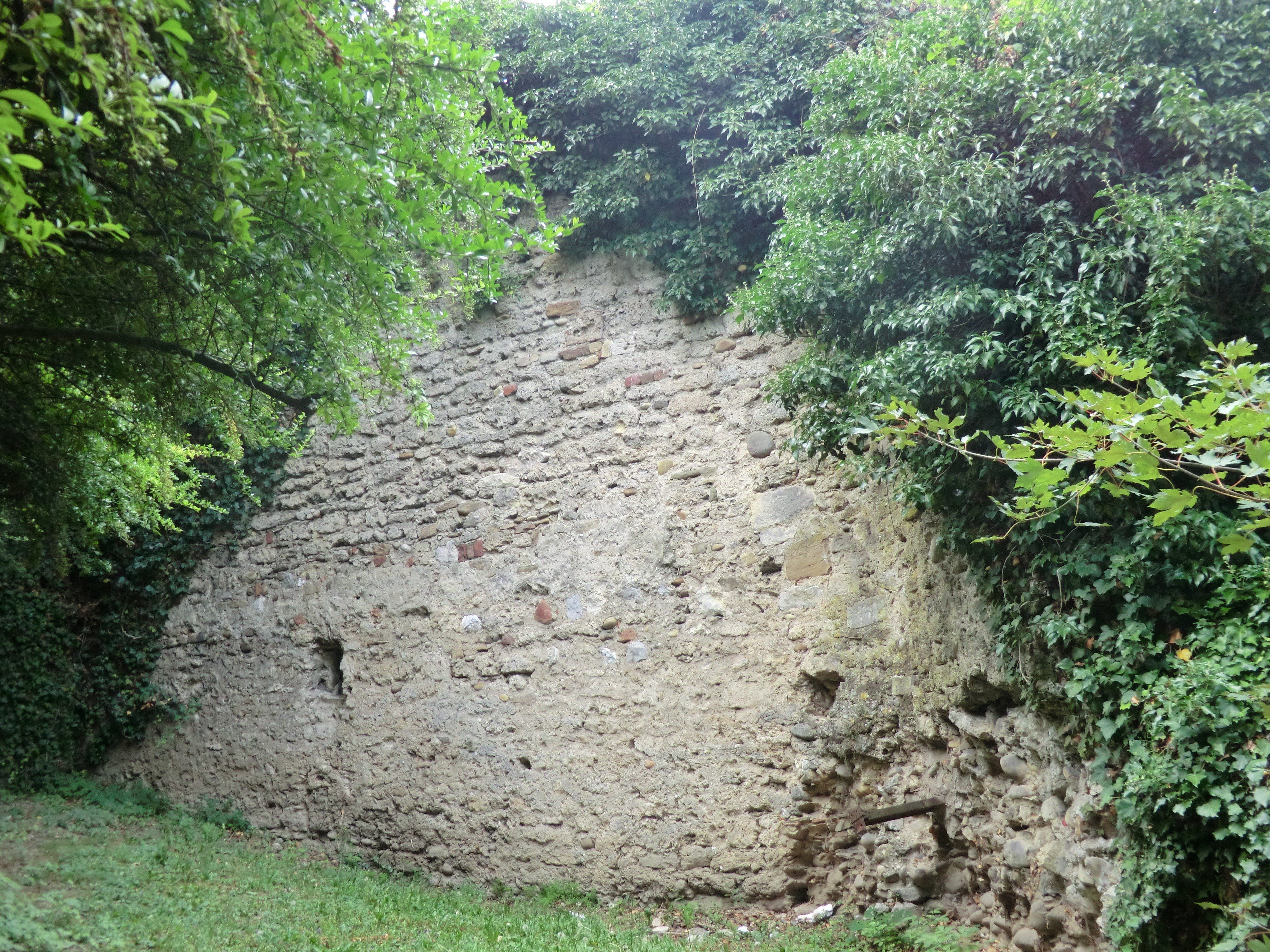
Le mur d'enceinte, photographié en 2012.
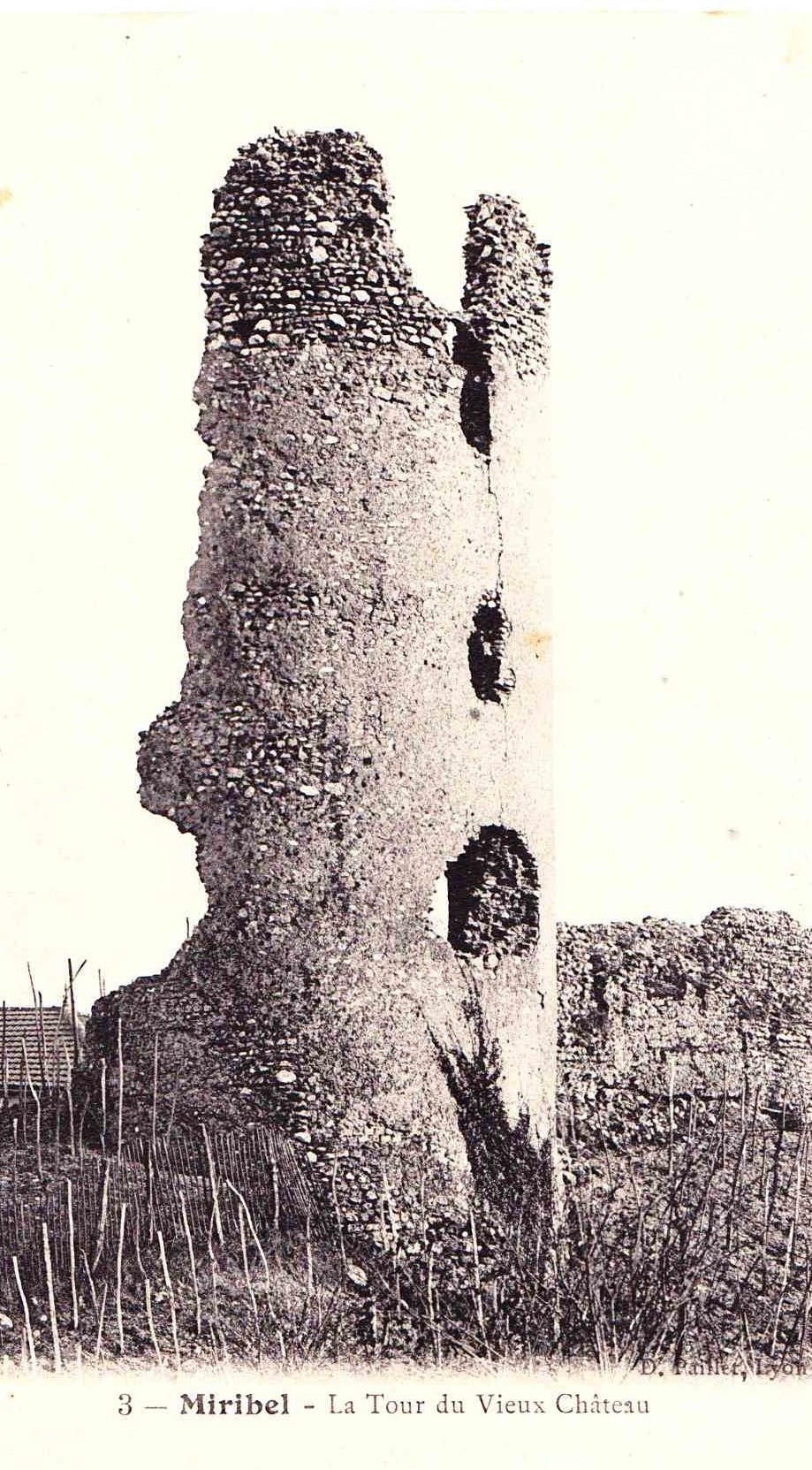
Une autre vue de la tour.

## Siège d'une châtellenie

### Organisation
Le château est le centre de la châtellenie, dit aussi mandement, de Miribel (dans les comptes Miribelli). Cette châtellenie relève dans l'organisation savoyarde du bailliage de Valbonne, avec son chef-lieu Montluel situé à 8 km à l'est. Son emplacement est stratégique puisqu'en situation de frontière avec le Dauphiné, pour la partie sud, et la ville de Lyon, à l'ouest, et au nord les domaines des seigneurs de Beaujeu et de Thoire-Villars. Elle relève par la suite du royaume de France avec le maintien de cette organisation.
Le territoire de cette châtellenie correspond plus ou moins au canton de Miribel (découpage d'avant 2014), à la vallée comprise entre les berges du Rhône, pour la partie sud, et les petites collines de la Côtière, au nord. Il comprend dans l'organisation française, outre Miribel, les paroisses de Caluire, Neyron, Rillieux, Sathonay, Thil (tout ou partie) et Tramoyes.
La connaissance de la châtellenie repose en partie sur les comptes de châtellenie conservés selon la période d'appartenance au domaine savoyard aux archives départementales de la Côte-d'Or ou au domaine dauphinois aux archives départementales de l'Isère.

### Châtelains
Le châtelain est un « [officier], nommé pour une durée définie, révocable et amovible »,. Il est chargé de la gestion de la châtellenie ou mandement, il perçoit également les revenus fiscaux du domaine, et il s'occupe également de l'entretien du château.
Les châtelains de Miribel, au cours de la période des XIVe et XVe siècles, sont :
- 1362-1378 : Guyot Ferlay[15]